# The Big Show Show
The Big Show Show ist eine US-amerikanische Sitcom um den Wrestler Big Show. Die erste Staffel erschien am 6. April 2020 weltweit über den Streaming-Dienst Netflix.

## Handlung
Die Sitcom basiert auf einer fiktionalisierten Version von Big Show. Seine älteste Tochter Lola zieht von Minnesota nach Tampa und muss sich mit ihren beiden Schwestern Mandy und J.J. arrangieren. Big Show selbst hat Schwierigkeiten, sich mit seinem Leben als Wrestler im Ruhestand zu arrangieren, während seine Frau Cassy versucht, sich als Immobilienmaklerin durchzusetzen.

## Figuren

### Hauptdarsteller
- The Big Show (als er selbst) ist gerade von der WWE zurückgetreten und versucht, sich in Tampa mit seinem Ruhestand zu arrangieren. Gleichzeitig ist seine älteste Tochter aus einer früheren Ehe zu ihm gezogen.
- Cassy Wight (Allison Munn), seine zweite Ehefrau und die Mutter seiner beiden Töchter Mandy und J.J., arbeitet als Immobilienmaklerin.
- Lola Wight (Reylynn Caster) ist Big Shows älteste Tochter und gerade von Minnesota nach Tampa gezogen.
- Mandy Wight (Lily Brooks O’Briant) ist Big Shows mittlere Tochter. Sie wird als angehende Feministin mit grüner Einstellung dargestellt, die sich in der Schule als Schülersprecherin engagieren möchte.
- J.J. Wight (Juliet Donenfeld) ist die jüngste Tochter der Familie. Trotz (oder vielleicht wegen) ihrer Hochbegabung ist sie listig und neigt dazu, andere zu manipulieren.

### Nebendarsteller
- Terence „Terry“ Malick III (Jaleel White) ist Big Shows bester Freund und leitet mehr schlecht als recht ein Fitnessstudio in Tampa.
- Coach Fener (Ben Giroux) ist Sportlehrer an der Schule von Lola und Mandy.

## Besetzung und Synchronisation
Die deutschsprachige Synchronisation entstand unter der Dialogregie von Debora Weigert und Michael Wiesner nach dem Dialogbuch von Michael Wiesner durch die Synchronfirma SDI Media Germany in Berlin.
| Rolle        | Darsteller           | Synchronsprecher  |
| ------------ | -------------------- | ----------------- |
| The Big Show | Paul Wight           | Tilo Schmitz      |
| Casey        | Allison Munn         | Ilona Brokowski   |
| Lola         | Reylynn Caster       | Jamie Lee Blank   |
| Mandy        | Lily Brooks O’Briant | Léa Mariage       |
| J.J.         | Juliet Donenfeld     | Marie Düe         |
| Terry        | Jaleel White         | Santiago Ziesmer  |
| Coach Fener  | Ben Giroux           | Robert Glatzeder  |
| Mark Henry   | Mark Henry           | Thomas Nero Wolff |
| Mick Foley   | Mick Foley           | Wolfgang Wagner   |
| Rikishi      | Rikishi              | Sven Brieger      |
| Tan France   | Tan France           | Rainer Fritzsche  |

## Episodenliste

### Teil 1
| Nr. | Deutscher Titel        | Originaltitel    | Regie                  | Drehbuch                     |
| --- | ---------------------- | ---------------- | ---------------------- | ---------------------------- |
| 1 | Prototyp               | Prototype        | Phill Lewis            | Josh Bycel, Jason Berger     |
| Lola zieht von Minnesota zu ihrem Vater Big Show nach Tampa und hat zunächst Schwierigkeiten, sich mit ihren Geschwistern zu arrangieren. Cassy versucht, ein Spukhaus zu verkaufen. Big Show sucht nach neuen Aufgaben. |                        |                  |                        |                              |
| 2 | Der große Punisher     | The Big Punisher | Phill Lewis            | Josh Bycel, Jason Berger     |
| Big Show versucht, als Praktikant seine Frau beim Hausverkauf zu unterstützen, zerstört jedoch versehentlich das Interieur. Lola wechselt in Mandys Zimmer, was Streitigkeiten mit sich bringt. |                        |                  |                        |                              |
| 3 | Das große Gehirn       | The Big Brain    | Bob Koherr             | Josh Bycel, Jason Berger     |
| J.J. soll in das Hochbegabten-Programm der Schule aufgenommen werden. Mandy kandidiert als Schulsprecherin und bekommt mit dem beliebten Jungen Taylor Swift eine ernsthafte Konkurrenz. Big Show versucht, seine Angst vor Maskottchen (eine Unterart der Coulrophobie) zu bekämpfen. Cassy und Lola lernen einander besser kennen. |                        |                  |                        |                              |
| 4 | Das große Senkloch     | The Big Sinkhole | Phill Lewis            | Joanna Quraishi              |
| Nachdem wegen eines großen Senklochs die Schule ausfällt, begleitet J.J. Cassy zur Arbeit, die durch das Verschweigen der Spukgeschichte das Haus verkaufen kann. Als dies jedoch herauskommt, wird sie gefeuert. Big Show und Lola treten gemeinsam in einer Kochshow auf, doch der Streit eskaliert. Mandy kämpft mit ihrer Integrität, nachdem das Gossip Girl der Schule unangenehme Dinge über sie enthüllt. |                        |                  |                        |                              |
| 5 | Die große Entwicklung  | The Big Process  | Bob Koherr             | Brian Bradley                |
| Cassie macht eine schwere Entwicklung durch. Sie versucht, ihre Arbeitslosigkeit durch wahnwitzige Renovierungsprojekte zu kompensieren. Derweil verbringt Big Show Zeit mit Lolas neuem Freund, was dieser sehr missfällt. Mandy und ihr Konkurrent Taylor kommen sich näher. Gaststar: Tan France |                        |                  |                        |                              |
| 6 | Die große Party        | The Big Party    | Kelly Park             | Paul O’Toole, Andy St. Clair |
| Für ihren Hochzeitstag nimmt Big Show seine Frau mit auf eine WWE Cruise, doch diese ist viel zu beschäftigt, das Spukhaus zu verkaufen. Währenddessen eskaliert eine von Lola organisierte Party im Haus. Gaststars: Mick Foley, Mark Henry, Rikishi |                        |                  |                        |                              |
| 7 | Die große Überraschung | The Big Surprise | Leonard R. Garner, Jr. | Danielle Uhlarik             |
| Big Show tritt für Terry wieder in den Ring und findet Gefallen daran. Mandy muss gegen Taylor eine Debatte führen. Nachdem sie zunächst als eine Front auftreten, führt diese letztlich zur Trennung der beiden. Eine Freundin von Lola kommt zu Besuch und versucht, diese zu überreden, zurück nach Minnesota zu kommen, doch J.J. kann sie zum Bleiben überreden. Am Ende der Folge kündigt Big Show sehr zum Missfallen seiner Familie ein Comeback an.                                                                      |                        |                  |                        |                              |
| 8 | Die große Entscheidung | The Big Decision | Eric Dean Stanton      | Brain D. Bradley             |
| Mandy und J.J. verstecken einen Hund. Cassie beschäftigt ihren ehemaligen Vorgesetzten als eine Art Haussklaven, da dieser wieder mit ihr arbeiten möchte. Lola lernt mit ihrem Coach für die Fahrprüfung, der jedoch gerade Eheprobleme hat. Big Show trainiert im Performance-Center in Orlando. Als er dabei einen Stuhlschlag an den Kopf bekommt, hat er eine Vision, wie das Leben seiner Familie ohne seinen Ruhestand verlaufen wäre. Er sagt sein Comeback ab und arrangiert ein Familien-Wrestling-Match im Wohnzimmer. |                        |                  |                        |                              |
| Am 6. April 2020 wurden alle Folgen der Serie gleichzeitig bei Netflix veröffentlicht. |                        |                  |                        |                              |

### Weihnachten
| Nr. (ges.) | Nr. (St.) | Deutscher Titel       | Originaltitel     | Erstveröffentlichung USA | Deutschsprachige Erstveröffentlichung (D/A/CH) | Regie | Drehbuch |
| ---------- | --------- | --------------------- | ----------------- | ------------------------ | ---------------------------------------------- | ----- | -------- |
| 9          | 1         | Das große Weihnachten | The Big Christmas | 9. Dez. 2020             | –                                              | –     | –        |

## Hintergrund
Netflix und WWE Studios ließen die Serie von Josh Bycel (Happy Endings) und Jason Berger (LA to Vegas) konzipieren, die beide auch als Showrunner auftreten. Die Dreharbeiten fanden ab dem 9. August 2019 in Los Angeles statt. Die erste Staffel wurde von 10 geplanten Episoden auf 8 verkürzt. Der Film markiert die erste Zusammenarbeit zwischen Netflix und der WWE. Die zweite folgte mit dem Film Mein WWE Main Event am 10. April 2020.
Die erste Staffel wurde am 6. April 2020, nur wenige Stunden nach der Ausstrahlung von WrestleMania 36, veröffentlicht.
Im September 2020 gab Netflix bekannt, The Big Show Show nach nur einer Staffel einzustellen.
Weihnachten 2020 erschien noch eine Weihnachtsepisode.

## Kritiken
Für Filmstarts.de handelt es sich um „eine typische Familien-Sitcom, in der jede Episode mit einem meist aus dem Hut gezauberten, moralinsauren Happy End schließt.“ „Die pure Sitcom-Künstlichkeit [würde] nur hin und wieder von Paul Donald Wight II alias The Big Show durchbrochen, der als Schauspieler zum Glück (!) nicht gut genug ist, um seine Rolle genauso mechanisch runterzureißen wie die anderen Cast-Mitglieder“.
Etwas positiver fällt das Urteil von Jaschar Marktanner auf Film-rezensionen.de aus: „Vor allem Big Show selbst hat merklich Spaß in seiner Rolle und legt ein gutes komödiantisches Timing an den Tag, welches an solche Dialoge jedoch eher verschwendet ist. Die Feelgood-Momente wie etwa ein cookoff zwischen Vater und Tochter oder das Ende des Staffelfinales haben aber doch ihren ganz eigenen Charme.“